# Utareru Ame
«Utareru Ame» (撃たれる雨?) es el segundo sencillo de la cantante japonesa Nana Kitade, lanzado al mercado el día 4 de febrero del año 2004 bajo el sello SME Records.

## Detalles
Al igual que su sencillo debut "Kesenai Tsumi", "Utareru Ame" -título que puede traducirse como Lluvia Abatiente- también fue escrito por la misma Nana, y compuesto arreglado y producido por Susumu Nishikawa. El tema presenta una melodía Pop rock, pero con un toque un poco más melancólico que su primer trabajo.
El tema principal fue utilizado como tema de cierre del programa de televisión japonés JAPAN COUNTDOWN por el mes de enero del 2004 para ayudar más a la promoción aparte de la difusión del video musical y la radio a través de medios de comunicación como la televisión y la radio, respectivamente. "Utareru Ame" no tuvo el mismo impacto que "Kesenai Tsumi", cosa que puede explicarse ya que no contó con un apoyo promocional como una popular serie de anime ni nada, lo que conllevó a que finalmente el sencillo alcanzara como posición máxima en las listas de Oricon el puesto n.º 55, permaneciendo tres semanas en el Top 200.
El sencillo no incluyó una versión instrumental de "Utareru Ame", y en su reemplazo fue incluida una versión alternativa del estilo "raw", también presente en su sencillo debut. Los b-sides que acompañanan al sencillo pueden traducirse como "Flor Roja" y "Efímero", respectivamente.

## Videoclip
El videoclip «Utareru Ame» muestra a Nana saliendo de lo que podría ser una oficina y caminando por los pasillos de una discográfica. La música comienza cuando se enfoca el plano del estudio de grabación, en medio del video se hace jugueteo con los planos de objetos con gotas de agua encima y otras cosas como podrían ser visualizaciones de ecualizadores y cosas típicas de las vistas en un estudio de grabación. Mientras que el video anterior se centra en una sesión fotográfica, este se concentra en una sesión de grabación.

## Canciones
1. «Utateru Ame» (撃たれる雨?)
2. «Akai Hana» (赤い花?)
3. «Utakata» (泡沫?)
4. «Utateru Ame» (撃たれる雨?) ～raw "break" track～

- Datos: Q4006750